# سهره‌های النگودار
سهره‌های النگودار (نام علمی: Pselliophorus) نام یک سرده از تیره زردپره‌ایان است.